# El Toyol
El Toyol är en ort i Mexiko.   Den ligger i kommunen Tantoyuca och delstaten Veracruz, i den sydöstra delen av landet, 240 km norr om huvudstaden Mexico City. El Toyol ligger 114 meter över havet och antalet invånare är 290.
Terrängen runt El Toyol är platt. Runt El Toyol är det ganska tätbefolkat, med 72 invånare per kvadratkilometer. Närmaste större samhälle är Tantoyuca, 7,5 km sydost om El Toyol. Trakten runt El Toyol består till största delen av jordbruksmark.